# Neurigona aldrichii
Neurigona aldrichii är en tvåvingeart som beskrevs av Van Duzee 1913. Neurigona aldrichii ingår i släktet Neurigona och familjen styltflugor. Inga underarter finns listade i Catalogue of Life.